# 横浜情報文化センター
横浜情報文化センター（よこはまじょうほうぶんかセンター）は、日本新聞博物館と放送ライブラリーを中核として、多目的ホールやオフィススペースを備えた複合施設である。オフィススペースには情報関連企業が入居している。
旧・横浜商工奨励館 を再利用した4階建ての旧館部分と新たに造られた12階建ての新館部分から構成される。
旧館部分は、横浜らしい建築を創り出している近代建築として1999年（平成11年）2月に「横浜市認定歴史的建造物」に認定されている。周辺には「キングの塔」の愛称を持ち、登録有形文化財として登録されている神奈川県庁本庁舎、同じく横浜市認定歴史的建造物である横浜地方裁判所など、数々の歴史的建造物がある。

## 歴史
旧横浜商工奨励館は、関東大震災後、横浜復興方策のひとつである商品陳列所の設置を目的として1929年（昭和4年）に設立された。46年間の幕を閉じるまで、横浜商工会議所を中心とした商業発展の基地としてその役割を果たした。しかし、第二次大戦中は軍事高揚目的に利用され、戦後は庁舎を接収された横浜税関が一時的に奨励館で執務をとるなど時代の波に翻弄された歴史を持つ。

## 沿革

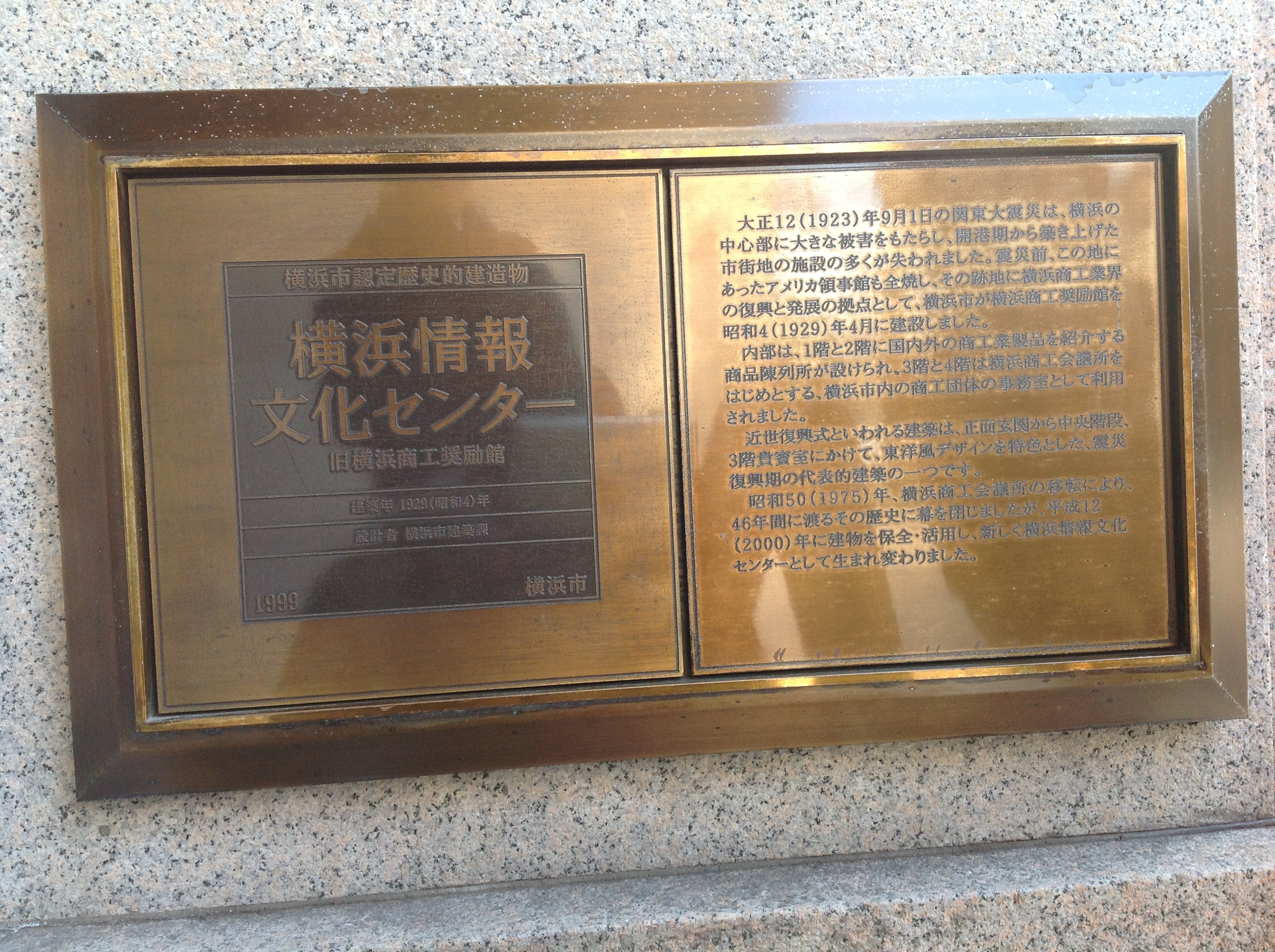
横浜情報文化センターの概要を説明するプレート

- 1924年8月1日 - 横浜商工会議所が「商品陳列所設置補助に関する件」について、農商務大臣・神奈川県知事・横浜市長に申請。
- 1929年4月23日 - 横浜市商工奨励館新築落成し、開館。昭和天皇、横浜市震災復興状況視察のため臨幸、商工奨励館へ立寄る[2]。
- 1929年4月24日 - 商工奨励館落成披露。
- 1929年8月19日 - 商工奨励館に常備陳列場開館。
- 1975年 - 横浜商工会議所移転。
- 1999年2月 - 横浜市認定歴史的建造物に認定。
- 2000年 - 横浜情報文化センターとして開館。
- 2000年10月 - 日本新聞博物館 入居。

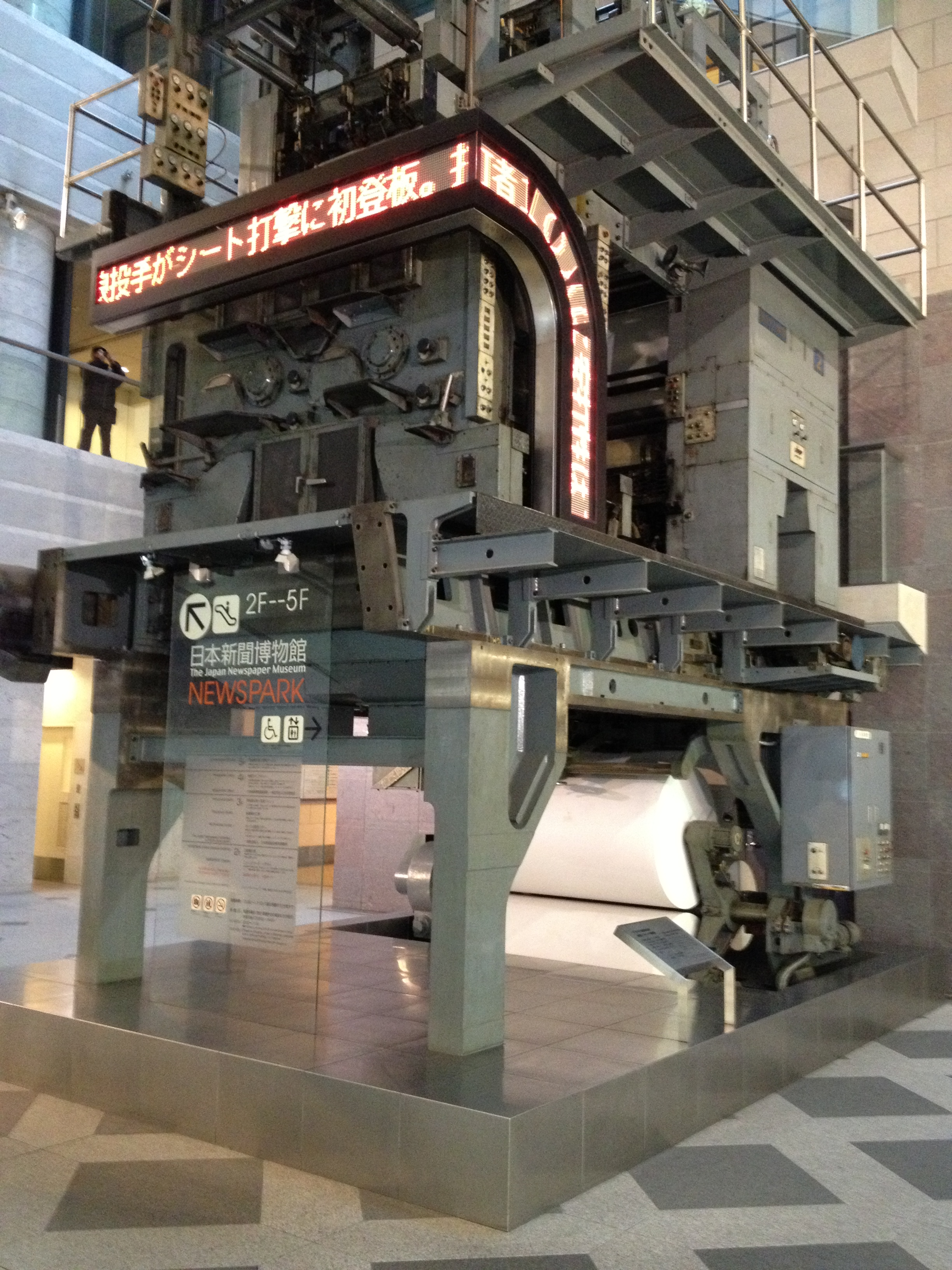
昭和時代に活躍した新聞オフセット輪転機（静岡新聞社のもの。日本新聞博物館蔵。当センター吹き抜けロビーに展示）

## 建築物
横浜商工奨励館（現存部は現在旧館部分と呼ばれている）は、関東大震災後の横浜の商工業復興を目的に建てられた、昭和初期（昭和4年竣工）を代表する建築物である。
鉄筋コンクリート造り4階建て。1,2階に商品陳列所、3階に各種事務所と中央に貴賓室、4階に横浜商工会議所、屋上には横浜港や催し物を楽しめる施設まで整えられていた。
旧館部分を周辺に残し、新しいビルを敷地中央部に建てる、近年よく見られる様式を採用しており、新館部分は12階建てのオフィスビルで、後述の各施設や日本新聞博物館、放送ライブラリー、IT企業などが入居している。性能対エネルギー比の良い半導体チップについての国際シンポジウムCool Chips（en:Cool Chips (symposium)）の会場にもなっている。

## 貸出施設
情文ホール
面積：180m²
客席数：可動式客席239席
付属機材： 音響設備、200インチスクリーン、資料提示装置（OHP）
大・小会議室
収容人数：大会議室32人、小会議室20人
面積:大会議室110m²、小会議室60m²
付属機材：テレビ・ビデオ・プロジェクター・OAボード

## その他施設

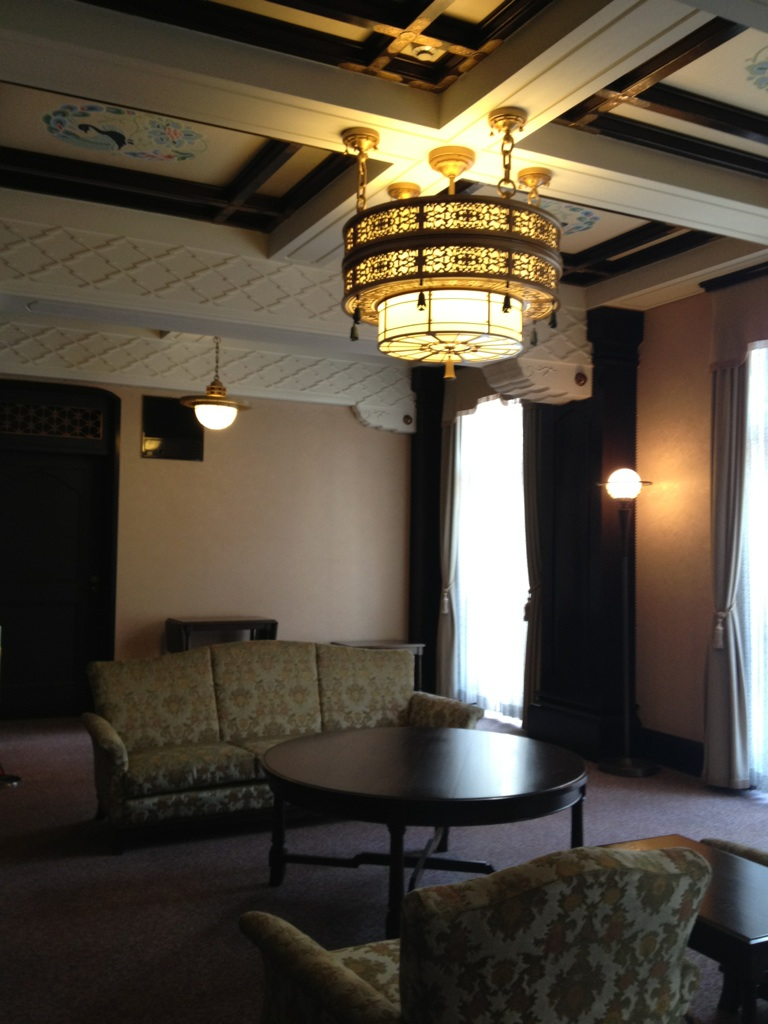
横浜情報文化センター旧貴賓室

旧貴賓室（見学のみ）
午前10時〜午後4時30分まで
月曜（祝日・振替休日の場合は次の平日）・年末年始は非公開

## アクセス
1. みなとみらい線「日本大通り駅」3番出口（情文センター口）直結
2. JR根岸線・横浜市営地下鉄ブルーライン「関内駅」徒歩10分
3. 横浜市営バス「日本大通り駅県庁前」徒歩1分
4. 首都高速神奈川1号横羽線「横浜公園出入口」車3分